# Baya Kasmi
Baya Kasmi (Tolosa de Llenguadoc, 1978) és una directora, guionista i actriu francesa. El seu guió per a la pel·lícula Le Nom des gens, inspirat en la seva pròpia vida, va guanyar el César al millor guió original a la 36a cerimònia dels Premis César l'any 2011.

## Biografia
Baya Kasmi va néixer a Tolosa de Llenguadoc l'any 1978, de pare algerià que era rajoler i de vegades pintava i exposava els seus quadres, i de mare francesa que cuidava la gent gran, treballava en una llibreria i ensenyava tai-txi. Quan Baya Kasmi tenia 3 anys, la família, sense rebre resposta a la seva petició de HLM a França, va viure durant 3 mesos a Béni Saf a Algèria. Aleshores, la família va rebre allotjament a Tolosa, on van créixer Baya Kasmi i els seus tres germans i germanes, al barri de Miralh. Els seus pares li van transmetre el seu gust pel cinema, a través dels directors Chaplin i Hitchcock per part del seu pare i a través del director Rohmer per part de la seva mare.
Des dels 7 als 10 anys, Baya Kasmi va ser abusada sexualment pel seu professor de piano, un tema que aborda al seu curtmetratge J'aurais pu être une pute i després al seu llargmetratge Je suis à vous tout de suite.
Va estudiar cinema audiovisual al liceu Joséphine Baker de Tolosa (abans "lycée polyvalent") després va començar a estudiar dret, durant el qual es va oferir voluntària en un festival de curtmetratges.
Va arribar a París l'any 2001, va ser telefonista a Canal+ i després guionista d'una sèrie de televisió juvenil.
El 2010, va coescriure amb Michel Leclerc la pel·lícula Le Nom des gens, que va guanyar el César al millor guió original. La pel·lícula neix de la seva exasperació compartida de ser assignats a llur identitat, magrebí per a ella i jueu per a ell. El 2014, va escriure el guió de la pel·lícula Hippocrate i va dirigir Je suis à vous tout de suite.

## Vida privada
Ella es declara atea, laica, d'esquerres, del costat de les dones. És la parella del director Michel Leclerc, amb qui col·labora habitualment.

## Filmografia

### Com a directora
- 2002 : Je ne suis pas une crêpe (curtmetratge)
- 2011 : J'aurais pu être une pute (curtmetratge)
- 2015 : Je suis à vous tout de suite
- 2019 : Le Grand Bazar (sèrie de televisió)
- 2023 : Youssef Salem a du succès
- 2024 : Mikado[7]
- 2025 : Le Parfum du bonheur (sèrie de televisió)

### Guionista
Cinéma
- 2002 : Je ne suis pas une crêpe (curtmetratge) d'ella mateixa
- 2010 : Le Nom des gens de Michel Leclerc
- 2011 : J'aurais pu être une pute (curtmetratge) d'ella mateixa
- 2014 : Hippocrate de Thomas Lilti
- 2015 : Je suis à vous tout de suite d'ella mateixa
- 2015 : La Vie très privée de Monsieur Sim de Michel Leclerc
- 2015 : Paris-Willouby de Quentin Reynaud i Arthur Delaire - col·laboració a l'escriptura
- 2016 : Médecin de campagne de Thomas Lilti
- 2017 : Ôtez-moi d'un doute de Carine Tardieu - col·laboració a l'escriptura
- 2019 : La Lutte des classes de Michel Leclerc
- 2022 : Les Goûts et les Couleurs de Michel Leclerc
- 2023 : Youssef Salem a du succès d'ella mateixa
- 2025 : Le Mélange des genres de Michel Leclerc}}

Televisió
- 2002  : Âge sensible (sèrie de televisió)
- 2004  : Ma Terminale (sèrie de televisió)
- 2005 : Le Cocon, débuts à l'hôpital (minisèrie en 6 episodis)
- 2007 : Fais pas ci, fais pas ça (sèrie de televisió) -  episodi L'Anniversaire des filles
- 2007 : Famille d'accueil (sèrie de televisió), episodi Le Prisonnier - història original
- 2007-2010 : Cœur Océan (sèrie de televisió)
- 2008 : Chante ! (sèrie de televisió), episodi Un job à tout prix
- 2010 : Histoires de vies (sèrie de televisió), episodi Ceux qui aiment la France
- 2012 : Clash (sèrie de televisió) – credora i guionista
- 2019 : Le Grand Bazar (sèrie de televisió) – creadorsa i guionista
- 2021 : Jeune et Golri : Rose

### Actriu
- 2006 : J'invente rien de Michel Leclerc – l'obrera russa
- 2015 : La Vie très privée de Monsieur Sim de Michel Leclerc – rossa a la discoteca
- 2016 : La Fine Équipe de Magaly Richard-Serrano - Dom
- 2018 : À genoux les gars d'Antoine Desrosières - la tante
- 2018 : Bonhomme de Marion Vernoux - Sybille
- 2019 : Les Fauves de Vincent Mariette - Christine, la mare
- 2019 : Deux fils de Félix Moati - Agathe
- 2019 : LLa Lutte des classes de Michel Leclerc - Mlle Delamarre, la professora
- 2021 : Jeune et golri (minisèrie) - Rose
- 2021 : Les Fantasmes de David Foenkinos i Stéphane Foenkinos - Mare de Timothée
- 2022 : Les Goûts et les couleurs de Michel Leclerc - Dama de la SACEM
- 2022 : Le Premier venu de Michel Leclerc : Sara
- 2023 : Youssef Salem a du succès d'ella mateixa : la mare de Youssef al conte

### Altres
- 2011 : J'aurais pu être une pute (curtmetratge) d'ella mateixa - productora
- 2015 : Je suis à vous tout de suite d'ella mateixa – lletrista de la cançó
- 2020 : Pingouin et Goéland et leurs 500 petits de Michel Leclerc - directora de fotografia

## Distincions

### Premis
- Grand prix al millor scénariste 2008 : Gran Premi per Baya Kasmi i Michel Leclerc[8] per Le Nom des gens
- César 2011 : millor guió original per Le Nom des gens
- Festival del Curtmetratge de Clermont-Ferrand 2011 : premi SACD a la millor primera obra de ficció per J'aurais pu être une pute
- Festival de Cinema de Cabourg 2011 : millor directora de curtmetratge per J'aurais pu être une pute

### Nominacions
- Festival Jean-Carmet 2011 : en competició en el concurs de paper secundari per J'aurais pu être une pute
- César 2012 : millor curtmetratge per J'aurais pu être une pute
- Nuit des Lutins 2012 : en competició pel millor curtmetratge per J'aurais pu être une pute
- My French Film Festival 2012 : en competició pel millor curtmetratge per J'aurais pu être une pute
- Festival Désir... Désirs 2012 : en competició pel millor curtmetratge per J'aurais pu être une pute
- Prix Lumières 2015 : millor guió per Hippocrate
- César 2015 : millor guió original per Hippocrate